# Sender Köln-Raderthal
Der Sender Köln-Raderthal war ein Rundfunksender der Westdeutschen Rundfunk AG („WERAG“, Vorgängergesellschaft des WDR) für Mittelwellenrundfunk in Köln-Raderthal. Er wurde 1927 im damaligen Volkspark errichtet und bis 1932 betrieben.

## Geschichte des Senders

### Ausgangssituation
Zwischen Oktober 1923 und September 1924 war das deutsche Reichsgebiet fast vollständig mit einem Netz an Rundfunksendern überzogen; dagegen war während der alliierten Rheinland- und Ruhrbesetzung dort der Bau deutschsprachiger Sender verboten. Zur Versorgung des Ruhrgebiets ging am 10. Oktober 1924 der erste Sender im nicht besetzten Münster auf Sendung sowie nach Ende der Ruhrbesetzung im Sommer 1925 noch zwei Nebensender in Dortmund und in Elberfeld, heute ein Ortsteil von Wuppertal. Betreiber war die Westdeutsche Funkstunde AG (WEFAG).
Erst der Abzug der britischen Besatzer aus dem Raum um Köln im Januar 1926 ermöglichte auch für das Rheinland den Bau lokaler Sender. Zum 1. Januar 1927 verlegte die WEFAG ihren Sitzes von Münster nach Köln bei gleichzeitiger Umbenennung in Westdeutsche Rundfunk AG (WERAG). Schon am 15. Januar 1927 ging ihr neuer Sender in Langenberg (heute ein Stadtteil von Velbert) auf Sendung. Er erwies sich aber als zu schwach, um auch Köln zu versorgen, so dass ein weiterer Sender nötig wurde.

### Senderbau 1927

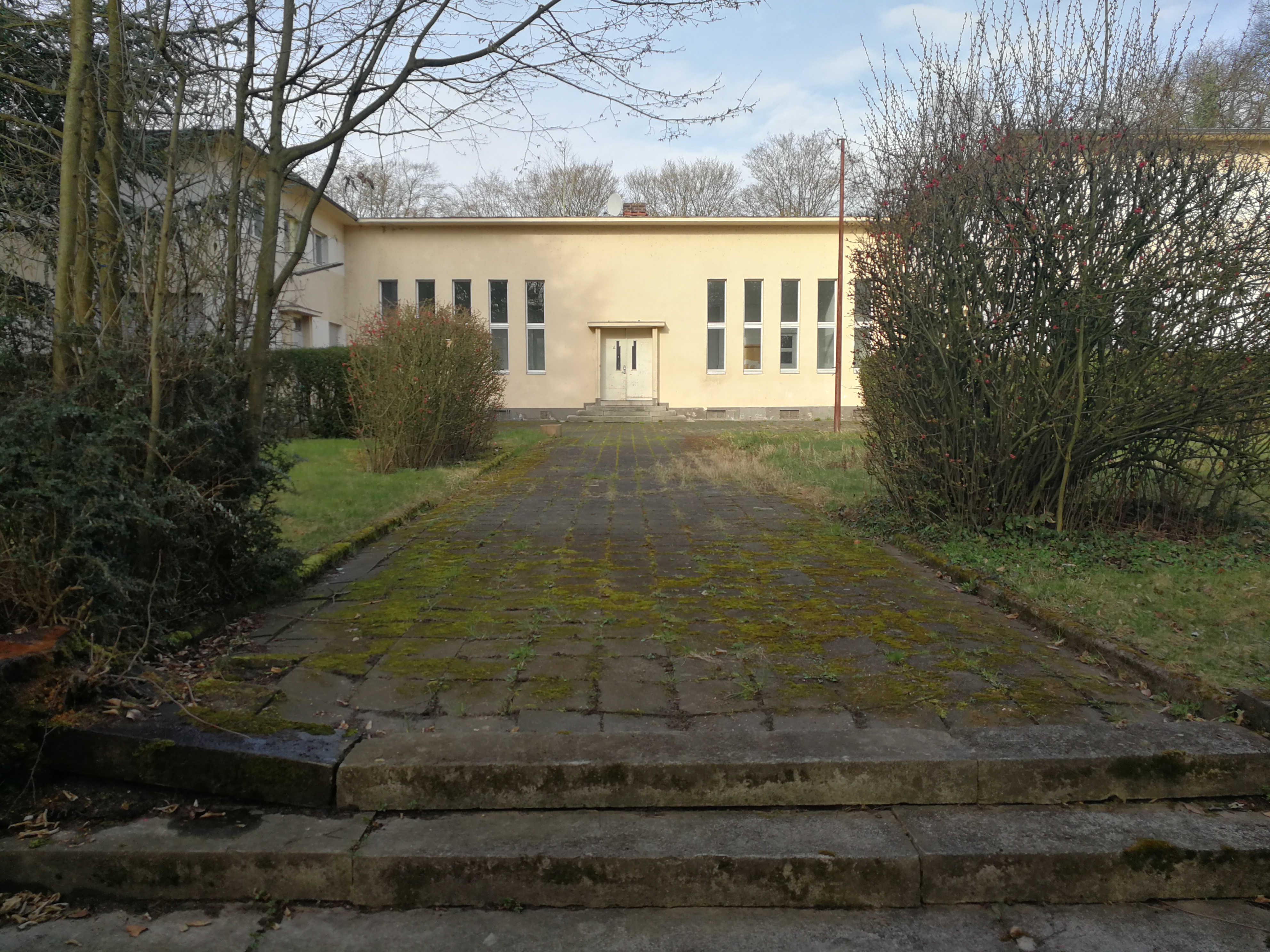
Ehemaliges WERAG-Sendehaus in der Hitzelerstraße: Haupteingang

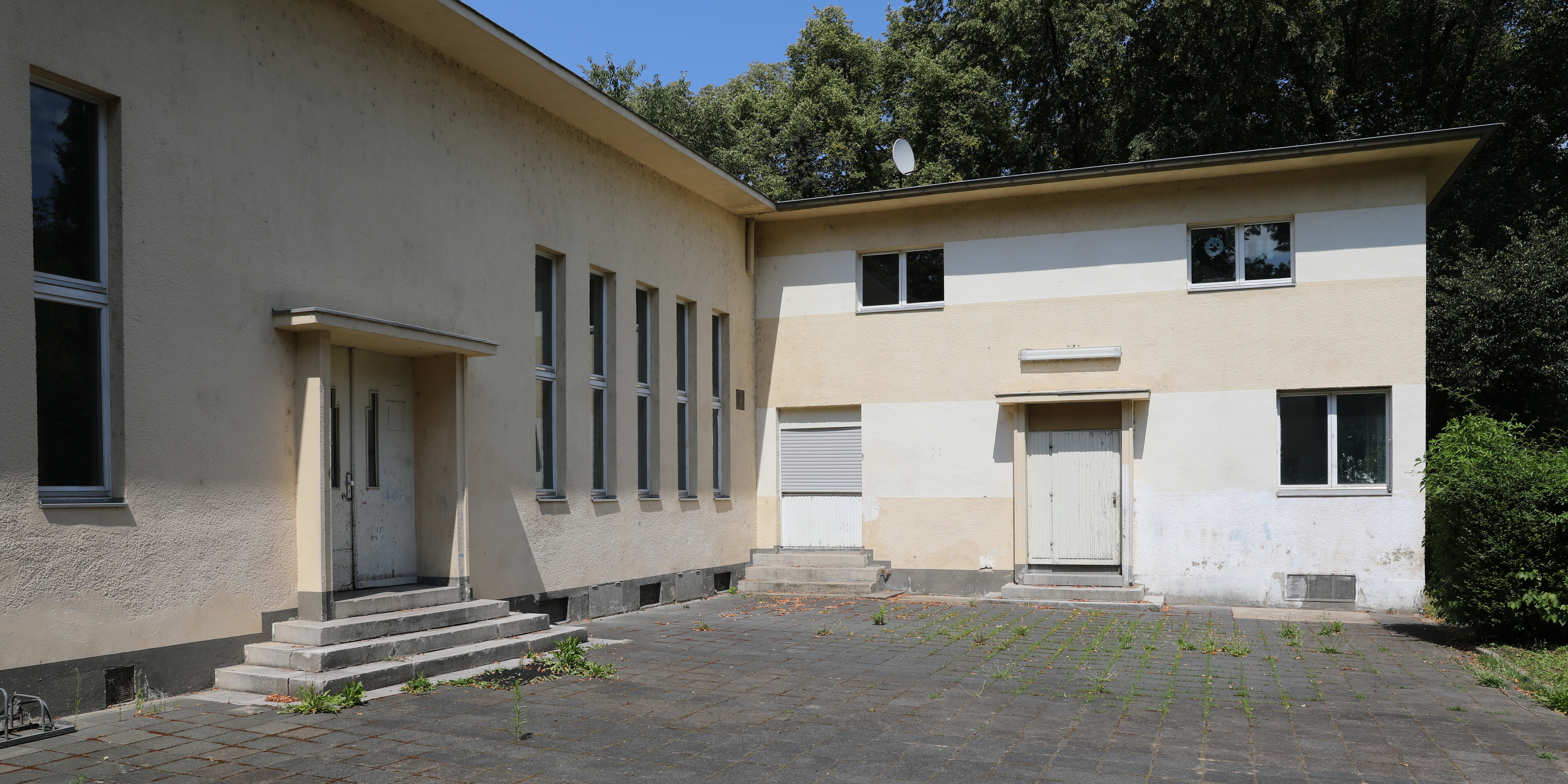
Halle und nördliche Wohnung

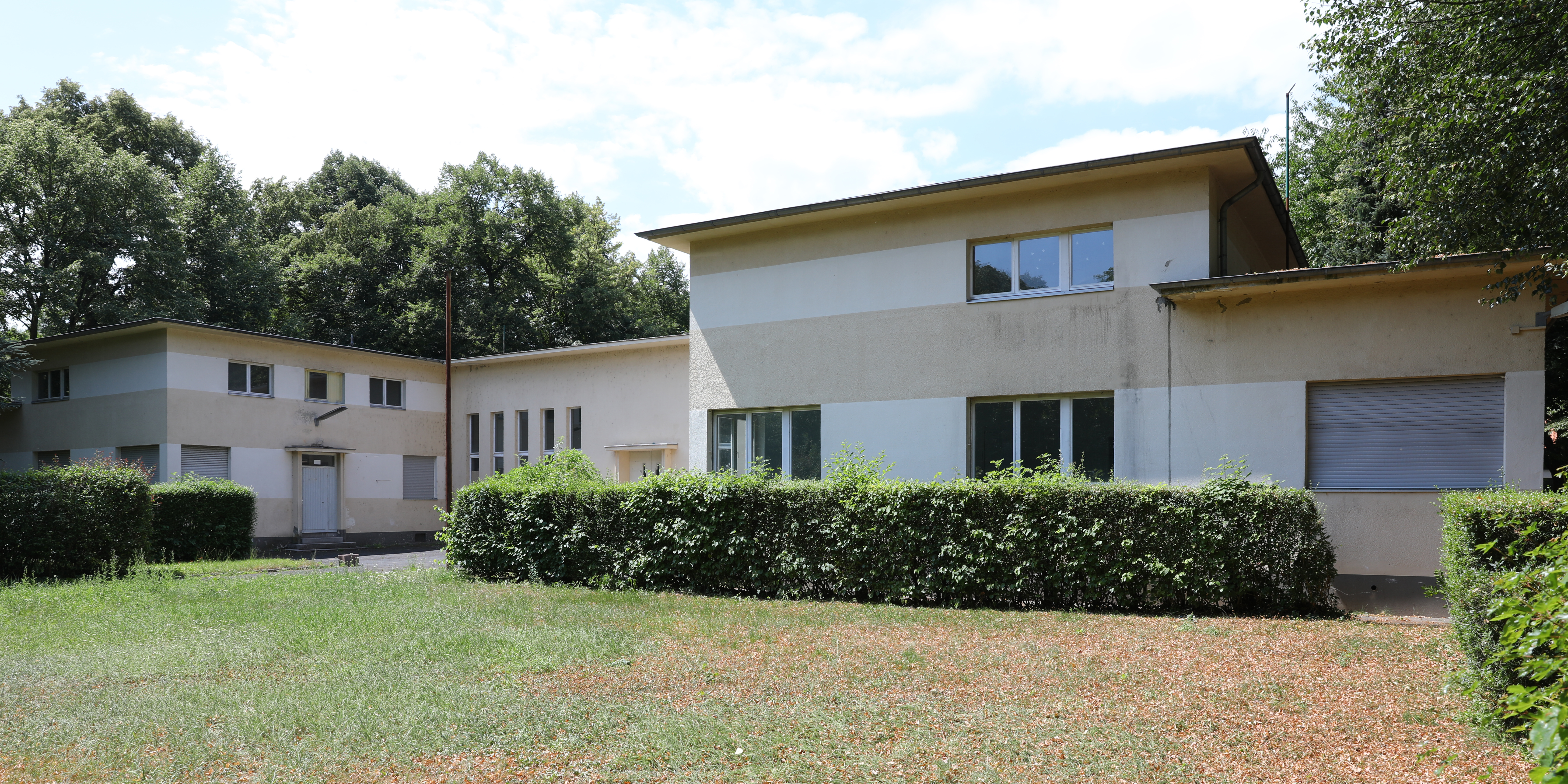
Ostseite mit den Wohnungen

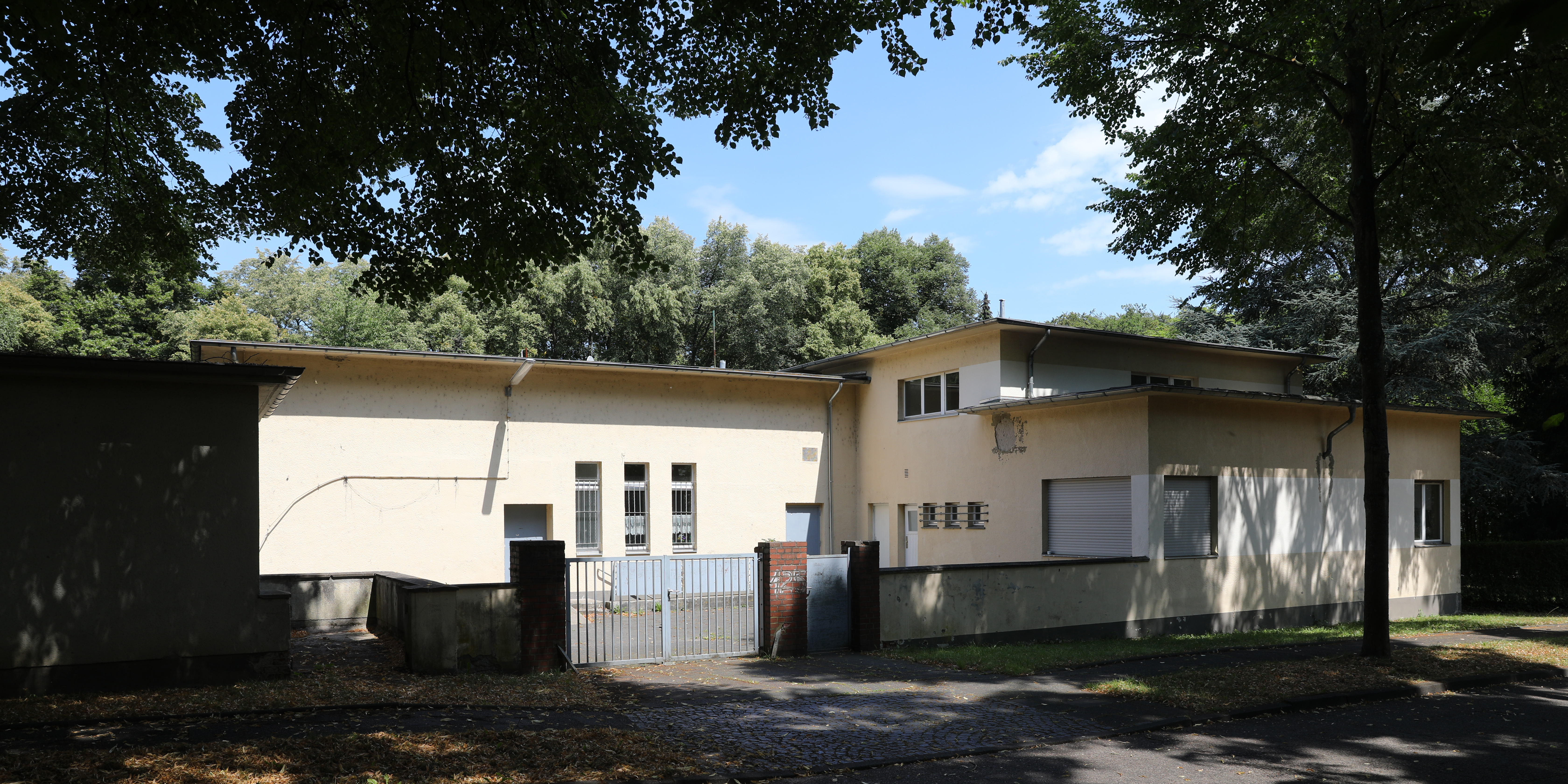
Südseite des Sendehauses

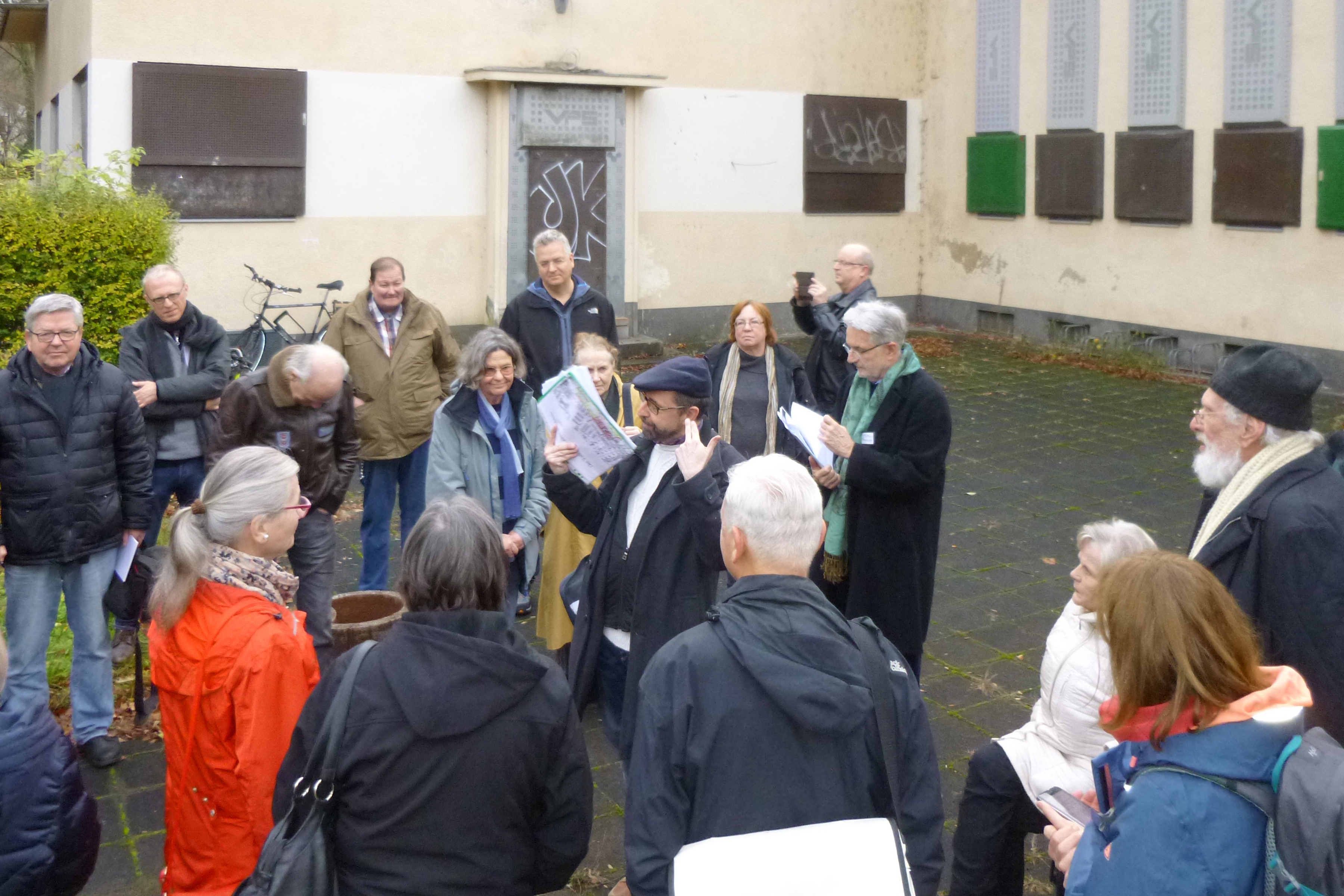
Präsentation als Denkmal des Monats im Dezember 2018

Dem damaligen Kölner Oberbürgermeister Konrad Adenauer gelang es, den Sender unter 94 Bewerberstädten nach Köln zu holen. Auf einem günstig erworbenen Gelände an der Hitzelerstraße am westlichen Ende des Raderthaler Volksparks begann die WERAG bereits im Mai 1927 nach Plänen des Kölner Architekten Theodor Willkens mit den Bauarbeiten für ein einstöckiges Sendehaus mit großer Maschinenhalle und zwei seitlichen Beamtenwohnungen.
Unweit davon errichtete die Berliner Firma Hein, Lehmann und Co. im Abstand von 140 m zwei 80 m hohe Tragmasten aus besonders präpariertem Kiefernholz. Zwischen den Mastspitzen wurde die mehrdrähtige, 6 m breite und 40 m lange T-Antenne ausgespannt.
Nach erfolgreicher Probesendung am 1. September ging der Kölner Sender am 15. Dezember 1927 auf „Welle 283“ (1.060 kHz) mit einer Leistung von 4 kW offiziell in Betrieb.

### Abbau der technischen Sendeanlage 1932
Einige Jahre erfüllte der Kölner Sender seinen Zweck. Inzwischen wurde die Leistung des Senders Langenberg bis auf 60 kW erhöht und damit auch dessen Reichweite. Der technische Fortschritt machte so den Kölner Sender überflüssig, und der Sendebetrieb wurde dort am 14. März 1932 eingestellt.
Im Juli 1932 begann man in Köln-Raderthal mit dem Abbau der technischen Sendeanlage einschließlich der Sendemasten. Sie wurde überholt und verbessert, um dann beim Sender Hannover-Hainholz auf anderer Wellenlänge und mit höherer Leistung wieder in Betrieb zu gehen.

### Weitere Nutzung des Sendehauses
Das einstöckige Sendehaus mit den angebauten Wohnungen blieb erhalten und wurde im Laufe der Jahrzehnte unterschiedlich genutzt.
Um das Jahr 1950 beim Bau der angrenzenden Siedlung Volkspark für Angehörige der Britischen Rheinarmee wurde es requiriert, in die Siedlung einbezogen und für Veranstaltungen verwendet.
Nach Abzug der Armeeangehörigen wurde das Sendehaus von der Stadt Köln genutzt, zuletzt als Behelfsunterkunft. Seit 2018 steht es leer und ist sanierungsbedürftig. Im Jahr 1997 wurde es unter Denkmalschutz gestellt, wie schon zuvor die Siedlung Volkspark. Im Dezember 2018 wurde es der Öffentlichkeit vom Rheinischen Verein für Denkmalpflege und Landschaftsschutz (RVDL) als „Denkmal des Monats“ präsentiert.
Ein Netzwerk „Radiomuseum ins Funkhaus“, bestehend aus dem Förderverein RadioMuseum Köln, der Anwohnerinitiative „Englische Siedlung“ und verschiedenen Personen des öffentlichen Lebens, setzt sich für eine Nutzung des ehemaligen Funkhauses durch das RadioMuseum Köln ein. Unter Anleitung von Prof. Norbert Schöndeling und Prof. Eva-Maria Pape von der TH Köln wurden dazu von Studierenden der Architektur unterschiedliche Konzeptentwürfe entwickelt und präsentiert sowie in Buchform und online veröffentlicht.
Die Kölner FDP-Ratsfraktion und die Freien Wähler Köln stellten im September 2020 im Rat der Stadt Köln einen Beschlussantrag, die Stadtverwaltung möge mit einer noch zu gründenden Trägerkörperschaft für das Radiomuseum einen Vertrag über eine 25-jährige unentgeltliche Nutzungsüberlassung ausarbeiten und dem Rat zur Beschlussfassung vorlegen; dies solle für eine 3-jährige Schutzfrist Vorrang vor eventuellen privaten Investoreninteressen erhalten. Nach der Kommunalwahl 2020 verwies der neu konstituierte Rat den Antrag an den Kulturausschuss; dieser lehnte ihn im April 2021 mehrheitlich ab.